# Suonenjoki
Suonenjoki är en stad i landskapet Norra Savolax i Finland. Suonenjoki har 6 891 invånare (2021), på en yta av 862,34 km².
Grannkommuner är Kuopio, Leppävirta, Pieksämäki, Rautalampi och Tervo.
Suonenjoki är enspråkigt finskt.
Suonenjoki är Finlands traditionella jordgubbssocken.

## Politik

### Mandatfördelning i Suonenjoki stad, valen 1976–2021
| 8 | 7 | 3 | 11 |  |  | 4 |

| 8 | 7 | 3 | 11 |  |  | 4 |

| 7 | 6 | 4 | 13 | 5 |

| 7 | 8 | 2 | 13 |  | 4 |

| 6 | 8 | 3 | 13 |  | 4 |

| 6 | 6 |  | 15 | 2 |  | 4 |

| 4 | 7 | 3 | 14 | 2 | 5 |

| 4 | 4 | 3 | 11 |  | 4 |

| 19 | 8 |

| 3 | 6 | 11 | 2 | 5 |

| 14 | 13 |

| 4 | 4 | 3 | 11 | 2 | 3 |

| 15 | 12 |

| 2 | 5 | 4 | 11 | 2 | 3 |

| 16 | 11 |

| 2 | 4 | 5 | 12 |  | 3 |

| 16 | 11 |

## Befolkningsutveckling
| Befolkningsutvecklingen i Suonenjoki kommun 1975–2020                                                        | Befolkningsutvecklingen i Suonenjoki kommun 1975–2020 | Befolkningsutvecklingen i Suonenjoki kommun 1975–2020 | Befolkningsutvecklingen i Suonenjoki kommun 1975–2020 | Befolkningsutvecklingen i Suonenjoki kommun 1975–2020 |
| --- | ----------------------------------------------------- | ----------------------------------------------------- | ----------------------------------------------------- | ----------------------------------------------------- |
| |                                                       |                                                       |                                                       |                                                       |
| År |                                                       |                                                       | Folkmängd                                             |                                                       |
| 1975 | 1975                                                  |                                                       | 9 319                                                 |                                                       |
| 1980 | 1980                                                  |                                                       | 9 110                                                 |                                                       |
| 1985 | 1985                                                  |                                                       | 8 981                                                 |                                                       |
| 1990 | 1990                                                  |                                                       | 8 681                                                 |                                                       |
| 1995 | 1995                                                  |                                                       | 8 560                                                 |                                                       |
| 2000 | 2000                                                  |                                                       | 8 048                                                 |                                                       |
| 2005 | 2005                                                  |                                                       | 7 766                                                 |                                                       |
| 2010 | 2010                                                  |                                                       | 7 598                                                 |                                                       |
| 2015 | 2015                                                  |                                                       | 7 390                                                 |                                                       |
| 2020 | 2020                                                  |                                                       | 6 931                                                 |                                                       |
| Anm: Uppgifterna avser förhållandena den 31 december nämnda år enligt områdesindelningen den 1 januari 2022. |                                                       |                                                       |                                                       |                                                       |

## Bildgalleri

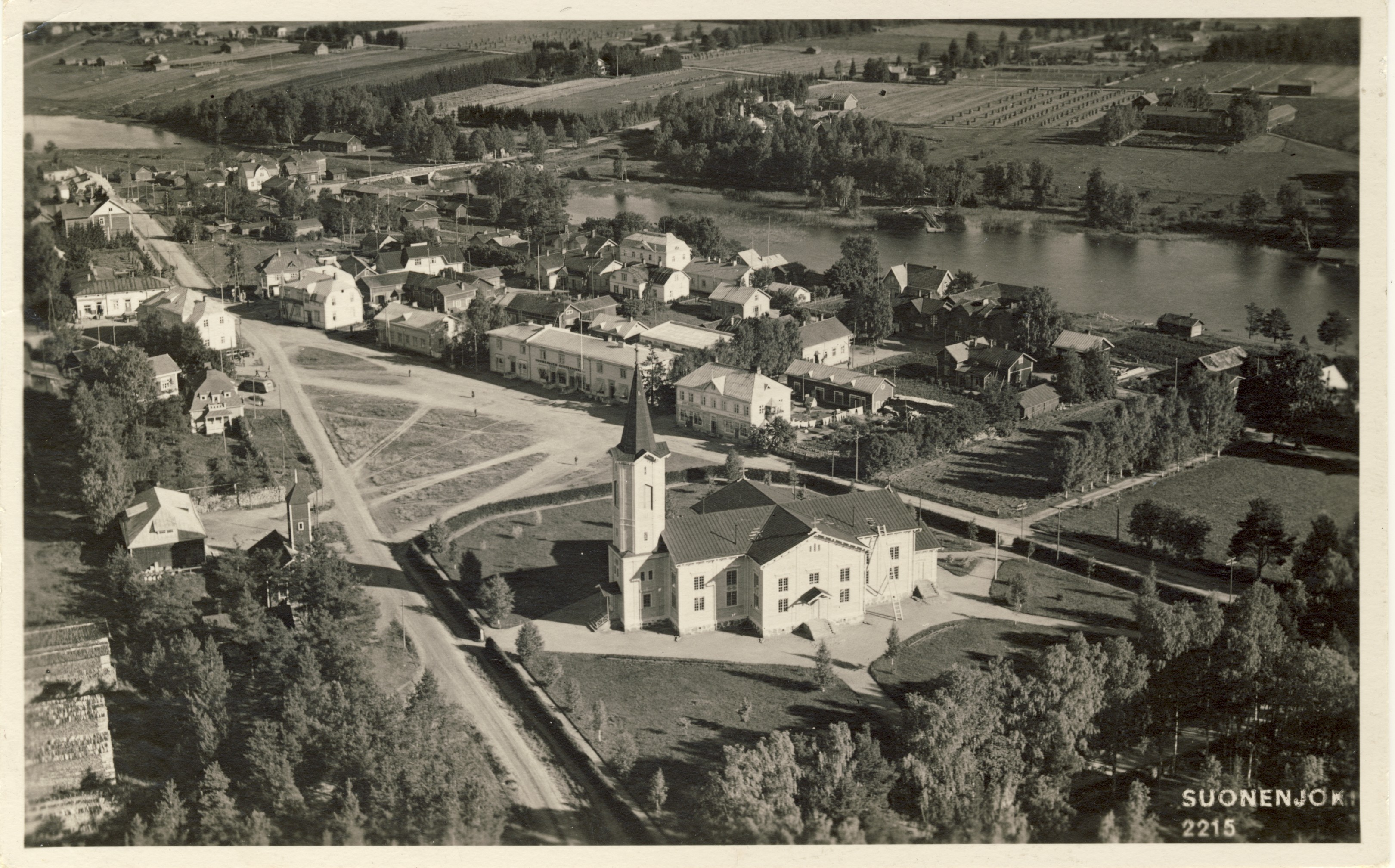
Suonenjoki 1935
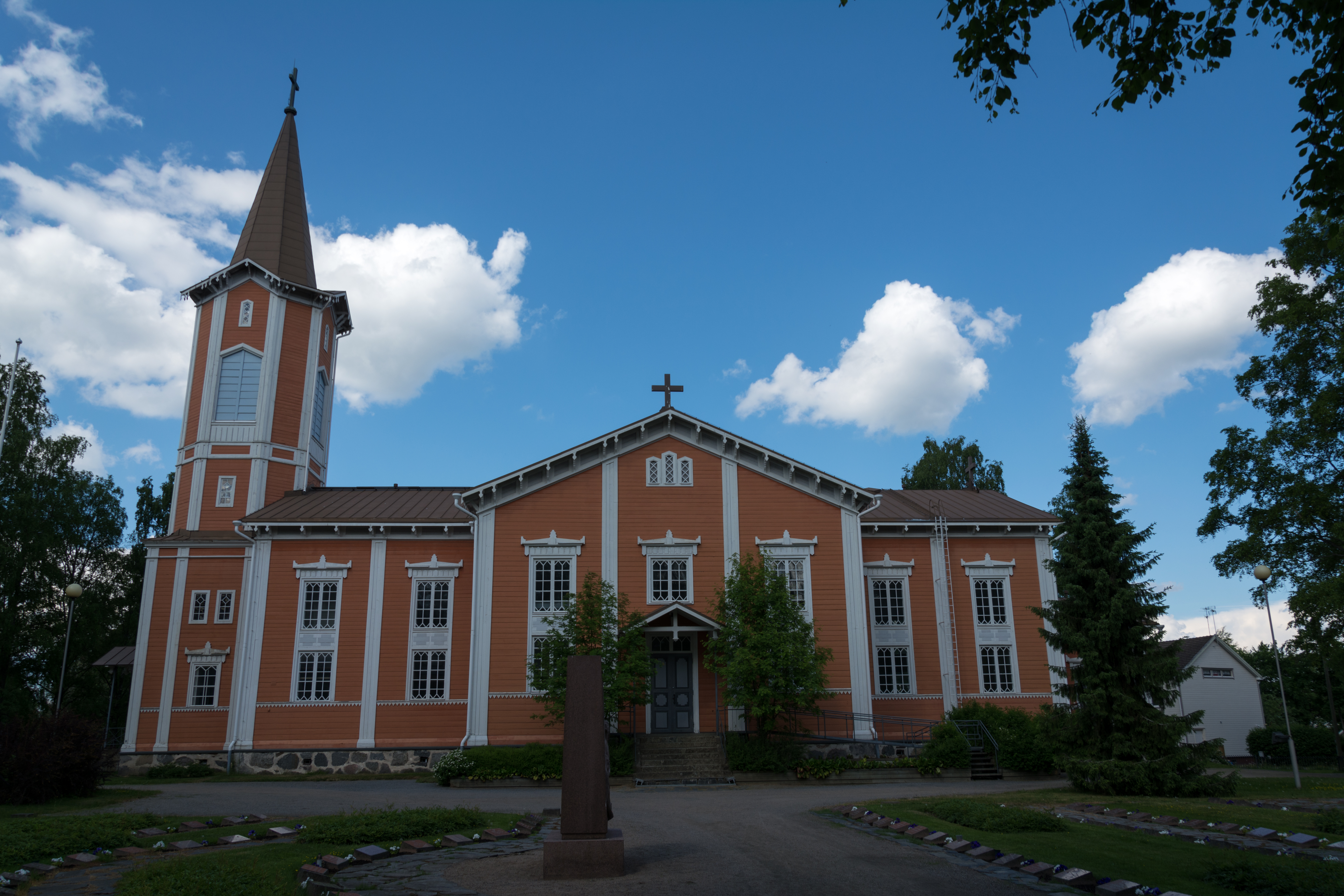
Kyrkan i Suonenjoki är ritad av Ferdinand Öhman.